# Foxy Lady (Jimi Hendrix)
Foxy Lady è una canzone del primo album di Jimi Hendrix del 1967 Are You Experienced, nell'edizione americana appare a volte come Foxey Lady. Fu scritta da Jimi nel 1966 e la si può trovare nelle compilation "Smash Hits" e "Experience Hendrix: The Best Of Jimi Hendrix".
Nel 2004 è stata inserita al 152º posto nella classifica di Rolling Stone della Lista dei 500 migliori brani musicali.

## Caratteristiche
Pare che ad ispirare Jimi nella stesura della canzone fosse Kathy Etchingham, allora sua fidanzata Fu registrata negli studi della CBS nel West End a New York. Il brano è noto per il suo riff di chitarra che alterna la nota di Sol bemolle (G2) e la sua ottava. 
La conclusione della canzone fu oggetto di discussioni all'interno della band e, a quanto detto da Noel Redding, fu lui a dare l'idea di come finirlo.

## Cover
- I Black Merda hanno re-interpretato la canzone, disponibile nella compilation del 2006 The Psych-funk of Black Merda
- I Cure hanno interpretato la canzone nell'album del 1979 Three Imaginary Boys
- Foxy Lady è stata interpretata da Steve Vai, John Petrucci e Joe Satriani durante il loro Live in Tokyo del 2005.
- Dana Carvey mima la canzone nel film Wayne's World
- DJ Xtra ha remixato la canzone togliendo la batteria e mettendo il sintetizzatore.
- È spesso reinterpretata dai Red Hot Chili Peppers nei concerti.
- L'album The Gil Evans Orchestra Plays the Music of Jimi Hendrix contiene una rilettura in chiave jazz di Foxy Lady.
- Il supergruppo Chickenfoot (Joe Satriani, Sammy Hagar, Chad Smith, Michael Anthony) ha eseguito una cover contenuta nell'album Live in Cabo Wabo Cantina.